# Histiogamphelus cristatus
Histiogamphelus cristatus és una espècie de peix de la família dels singnàtids i de l'ordre dels singnatiformes.

## Morfologia
- Els mascles poden assolir 26,5 cm de longitud total.[3][4]

## Reproducció
És ovovivípar i el mascle transporta els ous en una bossa ventral, la qual es troba a sota de la cua.

## Hàbitat
És un peix marí i de clima subtropical.

## Distribució geogràfica
Es troba al sud d'Austràlia.